# Aeropuerto Internacional de Naipyidó

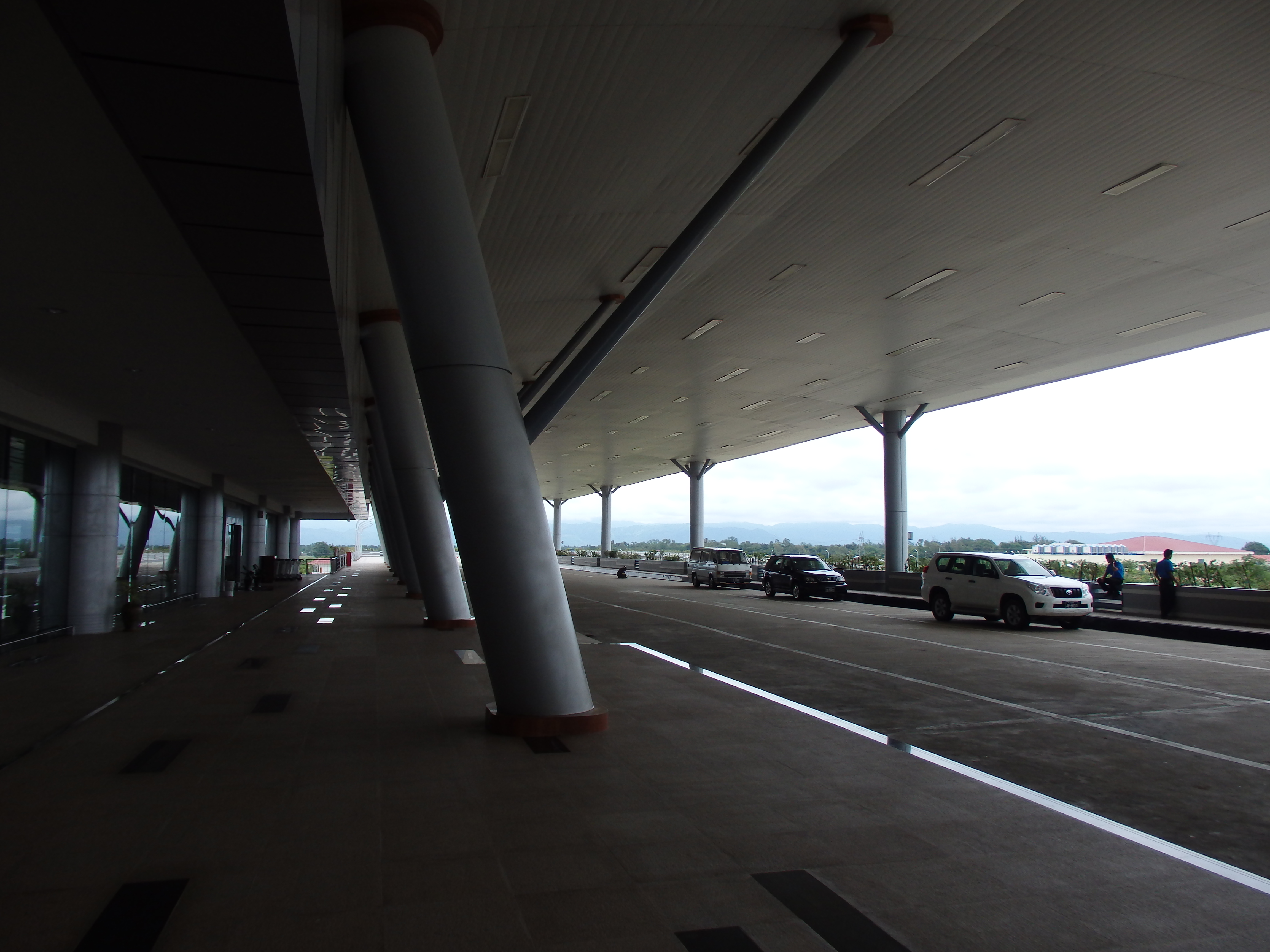
Aeropuerto de Naipyidó

El Aeropuerto internacional de Naipyidó (IATA: NYT, ICAO: VYNT), (en birmano: နေပြည်တော် အပြည်ပြည်ဆိုင်ရာ လေဆိပ်); (antes conocido Aeropuerto de Ela), se encuentra 16 kilómetros (10 millas) al sureste de Naipyidó, la capital de Myanmar desde 2005. Antes de la fundación de la propia Naipyidó, este se conocía como el aeropuerto del cercano poblado de Lewe. El aeropuerto actual se abrió oficialmente el 19 de diciembre de 2011.
El aeropuerto es capaz de manejar 3,5 millones de pasajeros al año. El diseño del Aeropuerto Internacional de Naipyidó fue realizado por CPG Consultants, de Singapur.

## Proyecto de Expansión
El aeropuerto puede manejar 3,5 millones de pasajeros al año. El diseño del Aeropuerto Internacional Nay Pyi Daw fue elaborado por CPG Consultants Pte., Ltd. de Singapur . La compañía diseñó previamente el anexo del Aeropuerto Internacional de Yangon , así como el Aeropuerto Changi de Singapur y varios aeropuertos de Vietnam y Laos . El trabajo de construcción del aeropuerto, realizado por Asia World Company, una corporación de Myanmar, comenzó en enero de 2009. Al finalizar el proyecto, el aeropuerto tendrá dos pistas y tres terminales con modernas instalaciones. La construcción está programada para proceder en tres fases.

### Fase 1
La Fase 1, cuya finalización está prevista entre 2009 y 2011, comprende:
- Un edificio aeroportuario que puede hacer frente a 3,5 millones de pasajeros
- Una calle de rodaje con 3700 metros de largo y 30,5 metros de ancho
- Una plataforma de 403 metros de largo y 336 metros de ancho con una superficie total de 135.408 metros cuadrados donde pueden estacionar 10 aeronaves simultáneamente
- Pasarelas de embarque
- Un anexo al aeropuerto
- Una torre de control
- Un aparcamiento y otras instalaciones

Anualmente, dos millones de pasajeros internacionales más 1,5 millones de pasajeros locales por un total de 3,5 millones pueden utilizar el edificio principal del aeropuerto que se compone de:
- El salón principal con una superficie de 17.174 metros cuadrados
- La sala este y la sala oeste con un área de 3224 metros cuadrados cada una
- El salón norte con un área de 5912 metros cuadrados
- La superficie total de la planta baja, primera y segunda del edificio es de 63.000 metros cuadrados.

El edificio del aeropuerto es un edificio de dos plantas con pilotes perforados de hormigón armado. La planta baja es para llegadas de pasajeros y el primer piso para salidas de pasajeros. La sala oeste es para pasajeros locales, la sala este y la sala norte para pasajeros internacionales.
La vía de acceso al aeropuerto de dos sentidos/cuatro carriles tiene una longitud de 1500 metros. El aparcamiento de coches mide 200 metros por 107 metros y su superficie total es de 21.400 metros cuadrados. La torre de control de 62 metros de altura puede controlar todas las tareas de construcción de la primera, segunda y tercera fase del proyecto.

### Fase 2
La segunda fase del proyecto de expansión incluye agregar una plataforma de 1200 pies x 1200 pies frente al edificio del aeropuerto ya construido, una plataforma donde se estacionan los aviones VIP y la construcción de cuatro puentes de embarque más en el edificio del aeropuerto para pasajeros, un edificio de catering de vuelos, un complejo gubernamental y una base de mantenimiento del aeropuerto.

### Fase 3
La tercera fase incluye la adición de 17 puentes de embarque más, una calle de rodaje paralela doble de 1200 pies x 100 pies, una pista de aterrizaje de 12000 pies x 100 pies frente al edificio del aeropuerto, un conjunto de calles de rodaje paralelas dobles de 12 000 pies x 100 pies, cuatro calles de rodaje de 650 pies x 100 pies, cuatro calles de rodaje de 550 pies x 100 pies y una plataforma para aviones de carga. Una vez completada la tercera fase, el aeropuerto podrá atender a 10,5 millones de pasajeros al año y será más moderno y sofisticado que el Aeropuerto Internacional de Rangún y el Aeropuerto Internacional de Mandalay.

## Aerolíneas y destinos
| Aerolíneas                | Destinos                                                                             |
| ------------------------- | ------------------------------------------------------------------------------------ |
| Air KBZ                   | Aeropuerto Internacional de Rangún                                                   |
| Donghai Airlines          | Aeropuerto Internacional de Shenzhen-Bao'an                                          |
| Myanmar National Airlines | Aeropuerto Internacional de Mandalay, Aeropuerto Internacional de Rangún             |
| Qingdao Airlines          | Aeropuerto Internacional de Nanning-Wuxu, Aeropuerto Internacional de Xi'an-Xianyang |